# Херман I фон Волденберг-Харцбург
Херман I фон Волденберг-Харцбург (на немски: Hermann I von Woldenberg-Harzburg; * пр. 1194; † между 14 март 1243 и юли 1244) е граф на Волденберг-Вьолтингероде-Харцбург.

## Произход
Той е син на граф Буркард I фон Вьолтингероде-Волденберг, бургграф на замък Харцбург († 1189) и съпругата му фон Асел. Братята му са граф Хайнрих I фон Волденберг, преименуван фон Хаген († 1251), и Лудолф фон Волденберг († 1218), домхер (1182 – 1191) и хор-епископ (1206 – 1211) в Хилдесхайм. Сестра му Мехтилд († 1223) е абатиса на Гандерсхайм (1196).

## Фамилия
Херман I фон Волденберг-Харцбург се жени ок. 1227 г. за София фон Еверщайн († сл. 1272), дъщеря на граф Албрехт IV фон Еверщайн († 1214) и втората му съпруга Агнес Баварска фон Вителсбах († сл. 1219), вдовица на вилдграф Герхард I фон Кирбург († сл. 1198), дъщеря на пфалцграф Ото VII фон Вителсбах († 1189) и Бенедикта фон Вьорт. Те имат децата:
- Хайнрих II 'Млади' († 14 декември 1273), граф на Волденбург-Хоенбухен, женен за Кунигунда фон Люхов
- Мехтилд († 22 май 1265 – 1269), омъжена ок. 1245 г. за граф Зигфрид III фон Бланкенбург († сл. 1283)
- Елизабет? († ок. 1274), омъжена за граф Хайнрих II фон Регенщайн († 1284/1285)
- Бурхард II († 13 май 1273), женен има деца
- Херман († сл. 1270), домхер в Хилдесхайм (1247 – 1270)